# Bomen- en Bloemenbuurt
De Bomen- en Bloemenbuurt is een wijk in Den Haag in stadsdeel Segbroek, die tussen 1911 en 1923 is gebouwd.
De wijk grenst aan de wijken Valkenboskwartier en Heesterbuurt, Vruchtenbuurt, Bohemen en Meer en Bos, Vogelwijk en Duinoord.
Aan de noordrand stroomt de Haagse Beek.

## Geschiedenis

#### Strandwal
De buurt werd aangelegd op een oude strandwal, die al voor onze jaartelling bestond. In de Romeinse tijd liep daar de Rijnweg die de Maas en de Oude Rijn met elkaar verbond. Rond 1100 werden achter de oude strandwallen nieuwe duinen gevormd, ongeveer tussen de Laan van Meerdervoort en de Hanenburglaan. Het was een goed jachtgebied maar voor bebouwing was het niet geschikt. Er kwamen alleen wat boerderijen, die later door schilders van de Haagse School afgebeeld werden. In 1833 werd boerderij Hanenburg gekocht door prins Willem II, die geld wilde verdienen aan de zandafgravingen. Op Hanenburg kwam de nieuwe paardenfokkerij van Willem II, die zijn paarden uit België moest weghalen nu dat land onafhankelijk was geworden. Omdat de afgravingen droogte veroorzaakten werd een stoomgemaal gebouwd dat de naam Stoomgemaal Koning Willem II kreeg. Hanenburg en het stoomgemaal werden in 1943 afgebroken.
Een andere boerderij was Kranenburg, aan het einde van de huidige Beeklaan. De naam werd al in de 14e eeuw genoemd. Het oude huis werd in 1603 afgebroken. Het nieuwe huis werd ook wel Sint Maartenswoning genoemd. Dwars door dit terrein werd in 1886-1888 het Verversingskanaal gegraven. In 1907 kocht de gemeente Den Haag het stuk land. Na de Eerste Wereldoorlog werd de boerderij afgebroken. Op deze plaats staat nu de Houtrustkerk.
In de 19e eeuw werden de nieuwe duinen grotendeels afgegraven, deels voor de stadsuitbreiding, deels om het zand elders te gebruiken. Het afgraven begon richting Scheveningen maar vanaf 1886 gebeurde dat ook in deze buurt. Er werden vaarten gegraven om het zand af te voeren, onder andere de Valkenbosvaart.
Bouwmaatschappijen zagen een goede toekomst en kochten veel land op. Ze kochten en verkochten grond, bouwden en verkochten of verhuurden huizen. De grootste maatschappij in Den Haag was Maatschappij Laan van Meerdervoort met een kantoor aan de Zoutmanstraat. Het bedrijf had dochterondernemingen die zich ieder met een speciaal project bezighielden. De dochteronderneming Duinrust was met de Bloemenbuurt belast. In 1911 verkocht de maatschappij grond aan de gemeente voor de Bloemenbuurt, en voor de Bomenbuurt kocht de gemeente grond van exploitatiemaatschappij Westduin.

#### Bouwplannen
In 1901 had de gemeente het Plan Berlage vastgesteld, waardoor er nadien met meer fantasie wijken werden aangelegd. Het oudste deel van deze buurt is tussen 1911 en 1918 gebouwd tussen de Beeklaan en de Azaleastraat, geheel volgens het uitbreidingsplan van architect H.P. Berlage. Daarna volgde het deel waar onder meer de tuinstadwijk Papaverhof toe behoort. In de jaren twintig raakte de wijk voltooid, met een aantal woonstraten, enkele scholen en een sportterrein. De bouwstijlen zijn gevarieerd, met architectuur volgens de De Stijl, Nieuwe Haagse School, het expressionisme en mengvormen daarvan.
Opvallend is ook dat de hele wijk niet hoger dan 3 verdiepingen gebouwd werd. Dat was het gevolg van een gemeentewet, dat elke voordeur aan de buitenlucht moest grenzen. Dus op de begane grond deuren en een trap naar boven naar de 1e en 2e verdieping. Het was ook de tijd van sociale woningbouw zoals ook te zien bij de Amsterdamse school. D.w.z. decoraties in het metselwerk, wat boogjes etc om het allemaal wat aantrekkelijk te maken. De keuken werd bewust klein gemaakt, zodat men daardoor ook de woonkamer moest gebruiken. De vele nieuwe bewoners, die van de dorpen kwamen, waren nl gewend in de keuken te zitten en de zgn 'goede' kamer niet te gebruiken. De gemeente gaf overigens verder vooral de grote lijnen aan bv aan de uiteinden van de straten is er meestal een winkelpand en is het pand wat hoger. Voor de invulling waren de bouwmaatschappijen erg vrij.

#### Oorlogsjaren
In de oorlogsjaren werd een deel van de wijk afgebroken door de Duitsers om plaats te maken voor de Atlantikwall tegen een mogelijke geallieerde inval. Op de plaats van die verdedigingswerken is later (opnieuw, maar in andere vorm) de Segbroeklaan aangelegd alsmede een aantal huizenblokken.

#### Na de oorlog

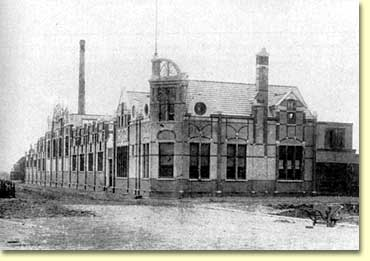
Rademakers chocoladefabriek, 1900

De Papaverhof is blijven staan; dit in 1921 door de architect Jan Wils ontworpen complex van 128 huizen rondom een groot grasveld is nu een Rijksmonument.
De belangrijkste winkelstraten zijn de Fahrenheitstraat en de Thomsonlaan. Niet alle straten heten naar bomen; zo is de eerstgenoemde winkelstraat naar de uitvinder Gabriel Fahrenheit genoemd, maar deze begint dan ook in de 'uitvinderswijk' die deel uitmaakt van het Valkenboskwartier en het Regentessekwartier. De tweede heeft zijn naam gekregen in 1914, kort na de gewelddadige dood van luitenant-kolonel Lodewijk Thomson op een vredesmissie in Albanië.
Op de hoek van de Fahrenheitstraat met de Laan van Meerdervoort stond de Rademakers Hopjesfabriek, ontworpen door W.B. van Liefland, die later plaats maakte voor bioscoop West End naar ontwerp van Arend Jan Westerman. Westerman heeft enkele markante complexen in de wijk op zijn naam staan: de galerij aan de Laan van Meerdervoort naast West End, het winkelcomplex op de hoek van de Thomsonlaan en de Fahrenheitstraat, en de 'boven-over- en onderlangs-woningen' aan de Daal en Bergselaan en de Pioenweg. Het in 1933 tegenover West End eveneens in gele steen gebouwde warenhuis van Vroom Manufacturenhandel is van een andere architect, F.M.J. Caron.
Het Segbroek College voor mavo, havo, atheneum en gymnasium is een openbare scholengemeenschap, waar extra tijd aan o.a. sport en muziek kan worden besteed.

## Beroemde bewoners
- Beeklaan 502: minister-president Willem Drees[3]
- Beukstraat 8: Hans Henricus Schotanus à Steringa Idzerda, radiopionier
- Esdoornstraat: André van der Louw, politicus
- Beeklaan: Yvonne Keuls, schrijfster van Haagse en Indische verhalen
- Pijnboomstraat: Waldemar Nods, Sonny Boy, woonde in 1944 hier samen met zijn vrouw en werd door de Duitsers hier opgepakt

## Openbaar vervoer
Boven de wijk hebben de tramlijnen 7, 21, en 2 (2e) gereden, op de Sportlaan en Segbroeklaan. Via 2e Sweelinckstraat reden zij naar Groot Hertoginnelaan, Parkstraat en Staatsspoor. Zij volgden elkaar op. In 1942 verdwenen wegens aanleg Atlantikwall en niet teruggekeerd.
In het midden, op de Laan van Meerdervoort, reden (gedeeltelijk) tramlijn 2 (2e), 5, 7, 14 en 20. Lijn 2 volgde lijn 20 op. Na de opheffing van lijn 7 en 14 in 1966 kwam lijn 3. Sinds 2007 is dat RandstadRail 3. Sinds 2020 rijd RandstadRail 34 ook daar.
Meer onderaan de wijk reden (ook) tram 20, later 2 (3e), en lijn 5, over de Mient. Via de Laan van Eik en Duinen bereikten zij de Laan van Meerdervoort. Later ging lijn 5 doorrijden over de Mient tot aan de Walnootstraat. In 1963 werden lijn 2 en 5 vervangen door buslijn 2, die in 1966 al weer verdween. Ten slotte rijdt al vele decennia lijn 12 verticaal door de wijk. Maar ook lijn 3 en 3A hebben door de Goudenregenstraat gereden. Lijn 3 reed via Goudenregenplein en Goudsbloemlaan naar het einde van de Kwartellaan. In 1966 werd deze zijlijn opgeheven.
- Lijst van gemeentelijke monumenten in Bomen en Bloemenbuurt
- Lijst van rijksmonumenten in de Bloemenbuurt
- Lijst van rijksmonumenten in de Bomenbuurt